# Irina Walker
| Această pagină este protejată la mutare. | Acest articol este momentan protejată la mutare până la rezolvarea disputei de pe pagina de discuții. Această protecție nu semnifică susținerea titlului actual. Citiți politica de protejare și jurnalul protecțiilor pentru mai multe detalii. Pagina mai poate fi modificată însă nu poate fi redenumită până când nu este deprotejată. Discutați orice sugestie de nume pe pagina de disucții sau cereți deprotejarea aici. |

Principesa Irina a României (fostă Principesă de Hohenzollern-Sigmaringen), (n. 28 februarie 1953, Lausanne) este cea de-a treia fiică a Regelui Mihai al României și a Reginei Ana. Până în 2013 aceasta se afla a cincea pe linia succesiunii la șefia Familiei Regale române și la Tronul României, conform noului Statut al Casei Regale, din 30 decembrie 2007 dar după acuzațiile din Oregon a fost exclusă din Casa Regală și i s-a retras titlul de Principesă a României. În plus, conform ultimei Constituții regale democratice, cea din 1923, Irina și descendenții ei sunt excluși de la succesiunea la tronul României. A fost căsătorită cu John Kreuger, de care a divorțat.
La ani de la moartea Regelui Mihai I, sora mai mare și actuala Suverană a Casei Regale a României, Majestatea Sa Margareta, Custodele Coroanei, i-a oferit înapoi titulatura și rangul de principesă și alteță regală, dar nu a inclus-o pe linia de succesiune.

## Educație
Cea de-a treia fiică a regelui Mihai, Irina, a studiat în Elveția și în Regatul Unit al Marii Britanii și Irlandei de Nord, urmând o specializare în secretariat la Oxford și la Londra. Însă, potrivit Casei Regale, ceea ce și-a dorit cu adevărat a fost să se dedice activităților legate de creșterea și antrenarea animalelor, în special a cailor. Această pasiune, pe care o va transforma în activitate de zi cu zi, s-a născut încă din vremea copilăriei, când avea deja talentul de a liniști caii speriați.

## Activitate
În 1973, la invitația adresată de Lord și Lady Gordon, Irina se alătură echipei care administra ferma de cai pur-sânge din Alberta, Canada, unde s-a perfecționat în principiile zootehniei și ale administrării fermelor.
Au urmat colaborări cu instituții ecvestre de pe ambele maluri ale Atlanticului, în cadrul cărora Principesa Irina s-a implicat în dezvoltarea unor proiecte de specialitate. Pe domeniul privat din Middleburg, Virginia, SUA, Irina a supervizat creșterea de ponei galezi, cu care a participat la maratoane de trăsuri. 
Ulterior, la sfârșitul anilor ’70, Irina s-a întors în Elveția. A lucrat timp de un an în departamentul de obiecte din argint al casei de licitații Christie’s din Geneva, iar în anii următori, în vânzări.
Irina și copiii săi au petrecut Crăciunul la București în anul 1997, când Regele Mihai și Regina Ana le-au avut alături, pentru prima oară de Crăciun, în România, pe toate cele cinci fiice. Totodată,  Irina și soțul său au venit la București și Sinaia în anul 2008, cu ocazia Nunții de Diamant a părinților săi, și în anul 2011, la București și Săvârșin, cu ocazia aniversării vârstei de 90 de ani a Majestății Sale Regelui.

## Căsătoria
În anul 1983, în Scottsdale, statul Arizona din SUA, Irina se căsătorește cu suedezul John Kreuger iar ulterior în februarie 1984 a avut loc cununia religioasă la Biserica Sf. Treime din Phoenix, statul Arizona. La ceremonia religioasă a participat regele Mihai, regina Ana, Principesele Margareta, Sofia și Maria, precum și fostul rege Constantin al II-lea al Greciei. Totodată, la ceremonie a participat și mătușa regelui Mihai, principesa Ileana a României, stabilită în SUA, unde a îmbrățișat viața monahală și a devenit Maica Alexandra. Cuplul s-a stabilit pe proprietatea acestuia din Oregon, SUA. În 2003 a divorțat. Are doi copii, Michael de România Kreuger (n.1985) și Angelica de România Kreuger (n.1986), iar în anul 2007 s-a căsătorit cu John Wesley Walker la Heart of Reno Chapel, Reno, statul Nevada, SUA.

## Titluri, ranguri și onoruri
Titluri
- 28 februarie 1953 - 10 mai 2011: Alteța Sa Regală Principesă Irina a României, Principesă de Hohenzollern
- 10 mai 2011 - 29 octombrie 2013: Alteța Sa Regală Principesă Irina a României
- 29 octombrie 2013 - 2020: Irina Walker
- 2020 - prezent: Alteța Sa Regală Principesa Irina a României[19]

Onoruri
- Casa Regală a României: Ordinul de Familie „Custodele Coroanei Române”[20]

## Fapte penale
La 15 august 2013, Irina și soțul ei au fost arestați fiind acuzați că au organizat pariuri și lupte ilegale de cocoși la ferma lor din estul statului american Oregon. Potrivit rechizitoriului, au fost organizate 10 derby-uri diferite de lupte de cocoși în perioada aprilie 2012-aprilie 2013, care a dus la un prejudiciu pentru statul american de până la 2000$ pe zi, pentru taxele pe produse alimentare, băuturi și jocuri de noroc. În urma audierilor din instanță, fosta Principesă a declarat că în timpul acțiunilor aceasta era responsabilă cu aprovizionarea de băuturi și alimente.La 22 octombrie 2014, soții Walker au fost condamnați la câte trei ani de privațiune de libertate, cu suspendarea executării pedepsei. Pe lângă aceasta, curtea i-a obligat să plătească o amendă de 200 mii dolari, soții Walker fiind nevoiți să-și vândă ferma pentru a obține suma respectivă.